# Cortiçadas
Cortiçadas, ou Cortiçadas de Lavre, é uma povoação portuguesa do Município de Montemor-o-Novo que foi sede da extinta Freguesia de Cortiçadas, freguesia que tinha 100,19 km² de área e 821 habitantes (2011), e, por isso, uma densidade populacional de 8,2 h/km².
A Freguesia de Cortiçadas foi extinta (agregada) pela reorganização administrativa de 2012/2013, tendo o seu território sido agregado ao da Freguesia de Lavre para criar a União de Freguesias de Cortiçadas de Lavre e Lavre.

## População
| População da freguesia de Cortiçadas | População da freguesia de Cortiçadas | População da freguesia de Cortiçadas | População da freguesia de Cortiçadas | População da freguesia de Cortiçadas | População da freguesia de Cortiçadas | População da freguesia de Cortiçadas | População da freguesia de Cortiçadas | População da freguesia de Cortiçadas | População da freguesia de Cortiçadas | População da freguesia de Cortiçadas | População da freguesia de Cortiçadas | População da freguesia de Cortiçadas | População da freguesia de Cortiçadas | População da freguesia de Cortiçadas |
| ------------------------------------ | ------------------------------------ | ------------------------------------ | ------------------------------------ | ------------------------------------ | ------------------------------------ | ------------------------------------ | ------------------------------------ | ------------------------------------ | ------------------------------------ | ------------------------------------ | ------------------------------------ | ------------------------------------ | ------------------------------------ | ------------------------------------ |
| 1864                                 | 1878                                 | 1890                                 | 1900                                 | 1911                                 | 1920                                 | 1930                                 | 1940                                 | 1950                                 | 1960                                 | 1970                                 | 1981                                 | 1991                                 | 2001                                 | 2011                                 |
|                                      |                                      |                                      |                                      |                                      |                                      |                                      |                                      |                                      |                                      |                                      |                                      | 1 136                                | 995                                  | 821                                  |

Criada pela Lei nº 63/88, de 23 de Maio , com lugares desanexados da freguesia de Lavre

## Localidades da Freguesia de Cortiçadas
- Alhos Vedros
- Alto da Mata
- Cartaxa
- Casa de Pau
- Casas Novas
- Cortiçadas de Lavre
- Foros da Palhota
- Gralheira
- Lalanças
- Monte da Oliveira
- Monte do Sobralinho
- Monte do Tintureiro
- Monte dos Casarões
- Monte dos Frades
- Paraíso da Mata
- Vale das Custas

## Área e Localização
Com aproximadamente 100Km2, Cortiçadas de Lavre, situa-se no limite noroeste do Município de Montemor-o-Novo. Faz fronteira (a Norte e Oeste) com o Município de Coruche, Distrito de Santarém, com a Freguesia de Lavre (a este) e com a Freguesia de Foros de Vale Figueira (a Sul).

## Acessibilidades
O acesso à sede de Freguesia é efectuado por estradas municipais, acedendo, posteriormente à E. M. 365, que exerce a ligação para a E. N. 114, no sentido de Montemor ou para a E. N. 4, no sentido de Vendas Novas.

## Breve História
Segundo a tradição, o nome da localidade de Cortiçadas de Lavre, tem origem nas casas feitas de cortiça aí existentes, construídas pelos primeiros moradores.
Nos finais do Séc. XVIII é possível falar, com base na análise de livros do lançamento da Décima do Concelho de Lavre, do crescimento da povoação, graças à exploração de madeira, carvão, casca e cortiça, matérias primas e produtos abundantes na região (vide Ferreira, Rui, (2000), "Construções de Cortiça e Terra de Cortiçadas De Lavre" in Almansor, nº14, Montemor-o-Novo, pp. 328-329).
A área envolvente da sede da freguesia foi fortemente abalada pela guerra da independência e foi das mais devastadas pelo terramoto de 1755, perdendo-se então muitos documentos e parte da história desta zona.
Cortiçadas de Lavre esteve integrada no termo do extinto Concelho de Lavre até 1836 e mais tarde na freguesia de Lavre, até ser elevada a Freguesia em 1988.

## Actividades Económicas
O sector de actividade mais representativo é o terciário, ocupando cerca de metade da população, incidindo sobre os serviços ligados à acção social. A expressividade do sector secundário, é de cerca de 30%, sobretudo através de actividades ligadas à indústria de cortiça e alguma construção civil, sendo a silvicultura e a exploração florestal as principais actividades que caracterizam o sector primário, abrangendo cerca de 20% da população activa empregada.

## Património
Das casas de cortiça e terra das Cortiçadas, conhecem-se actualmente um exemplar na Herdade da Cascada de que restam as paredes com cerca de 0,5 m de altura e uma parede no Monte da Gralheira Velha. Este tipo de construções utilizando grandes blocos de cortiça ligados com terra crua, e cobertura de palha de centeio, destinava-se principalmente a instalações de apoio às aactividades agrícolas (palheiros, arrumos de alfaias, cocheiras, etc), no entanto em épocas mais recuadas é possível terem servido para fins habitacionais. Destaque ainda para os antigos moínhos de vento já desactivados e para o fontanário das Casas Novas.

## Paisagem
A freguesia apresenta um relevo ondulado com altitudes médias de 110-120m. Os pontos mais altos da freguesia são, Vale Largo e Mata com 161 e 140 metros respectivamente. 
A freguesia apresenta, segundo a Carta de Precipitação Total - Continente do Atlas do Ambiente, valores de precipitação entre os 600-700mm.
Os solos dominantes são do tipo Pódzois (Px) associados a Câmbissolos, que vão condicionar o tipo de ocupação de solo.
A freguesia de Cortiçadas de Lavre, inserida na bacia hidrográfica do Tejo, é atravessada pela ribeira de Lavre, que corta a freguesia ao meio, pela ribeira do vale da Ramalheira e ribeira do Vale Poços (ambas a Norte) e a ribeira do vale da Barrosinha (a oeste), estas ultimas de baixo caudal. A freguesia é ainda drenada por diversas linhas de água sem grande expressão.
Esta freguesia é dominada por extensos montados de sobro, cuja importância está bem patente no seu nome. Ocorrem ainda áreas significativas de pinheiro manso e pinheiro bravo e pontualmente, é possível encontrar algumas manchas de eucalipto.

## Equipamentos sociais
Cortiçadas de Lavre dispõe de uma extensão do Centro de Saúde e de um posto de medicamentos.

## Colectividades
- Junta de Freguesia de Cortiçadas de Lavre
- Centro Cultural Recreativo e Desportivo de Cortiçadas de Lavre
- Associação de Jovens das Cortiçadas
- Associação de Reformados, Pensionistas e Idosos de Cortiçadas de Lavre
- Rancho Folclórico Infantil e Adulto de Cortiçadas de Lavre
- Associação de Pais de Cortiçadas de Lavre

## Festividades Anuais
- Festas em honra de Nossa Senhora da Ajuda (2º Fim-de-semana de Agosto)
- Festa da Queima dos Compadre (Sempre no sábado antes do Carnaval)